# أحمد باشا الخائن
أحمد باشا الخائن والي مصر العثماني سنة 1524 م.

## ولايته لمصر
ولاه الصدر الأعظم إبراهيم باشا الفرنجي ولاية مصر سنة 1524 بعد عزل قاسم جزل باشا الذي بقي والياً على مصر لمدة عام واحد فقط.

## أسباب توليته لمصر
ثمة سبب أدّى إلى تولي أحمد باشا ولاية مصر، فقد أسهم المذكور في الفتوحات العثمانية في أوروبا، خاصةً في البلقان، وطمِع في تولي منصب الصدارة العظمى بسبب المرض العضال الذي ألمّ بالصدر الأعظم بيري محمد باشا، فأعجزه عن الحركة وطلب إعفائه من الخدمة، وعيَن السلطان إبراهيم باشا مكانه، وكان أحمد باشا أقدم منه وكان يتوقع أن يتولى هو المنصب، غير أن منافسه إبراهيم باشا نجح في الحصول على هذا المنصب رغٌم عدم كونه من وزراء الديوان؛ ولكي يُبعِد أحمد باشا عن الآستانة، عيّنه والياً على مصر بعد موافقة السلطان تعزيةً له عن المنصب الأهم ـ الصدارة العظمى، ويبدو أن هذا التعيين لم يمنع حالة العداء المستحكم بين الرجلين لفارق الأهمية بين منصبيهما.

## تمرده على إسطنبول
بدأ بمطالبته بحقه في سلطنة مصر وإصراره على امتيازاته الملكية في ذكر اسمه في خطبة الجمعة وسك اسمه على العملة.وطلب من الإنكشارية التي تحصّنت في قلعة القاهرة بالانصياع له، فلما رفضت فرض عليها الحصار، وأمام قسوة الحصار اضطر هؤلاء من شق طريقهم عن طريق نفقٍ سري تحت الأرض داخل الحصن، فسقطت القلعة بيد أحمد باشا في 7 شباط (فبراير) 1524 م، ثم أعلن نفسه سلطاناً في الثاني عشر من الشهر نفسه، وذكر اسمه في الخطبة وعلى السكّة.
وأمام تفاقم الأوضاع في مصر وتدهورها وخشية السلطة المركزية العثمانية من فقدان أهم ولاياتها في الشرق الإسلامي عمدت إلى استخدام سلاح لا يقل خطورة عن السلاح الذي يُستخدم في المعارك الحربية؛ إن لم يضاهه أهميةً ويفوقه وهو سلاح الدعاية (أو ما يُطلق عليه في أيامنا باسم حرب الشائعات). ويبدو أن العثمانيين نجحوا في استخدامه إلى حدٍّ بعيد، حيث أشاع العثمانيون في القاهرة أن أحمد باشا الذي تم تلقيبه بالخائن على علاقةٍ وطيدة بالصفويين الذين يحكمون في بلاد فارس ويعتنقون المذهب الشيعي، وأنه تحت إغراء ظهير الدين الأردبيلي تحوّل عن المذهب السّنّي، وأصبح من أتباع الشاه إسماعيل الصفوي. وكان ظهير الدين الأردبيلي قد استقر في إحدى المقاطعات العثمانية وتظاهر بولائه للمذهب السُنّي وقد رأى الأردبيلي أن من المناسب الكشف عن سرّه وماهيته وإظهار حقيقة أمره لكي يُحوّل أحمد باشا إلى اعتناق المذهب الشيعي، وليؤكّد بأن أملاك السنة قد أصبحت غنائم شرعية.
وكان من النتائج التي ترتبت على هذه الدعاية انهيار قوة أحمد باشا بشكلٍ فُجائي وعلى نحوٍ دراماتيكي؛ إذ حدث انقلابٌ مضاد تم تخطيطه من جانب الأمير جانم الحمزاوي الذي نجح في فك أسره مع أحد المسئولين العثمانيين إضافةً لأحد الأعيان المماليك، فنصبا صنجقاً (رايةً) سلطانياً، وناديا من أطاع الله ورسوله والسلطان فليقف تحت هذا الصنجق، وتمكنا من جمع الكثير من الأهلين وفاجأوا أحمد باشا في 23 شباط (فبراير) 1524 م/930 هـ، وهو في الحمّام. وبينما كانت قواتهم تشتبك مع مؤيديه نجح في الفرار من خلال الأسطح ولم يكن بعد قد أتمّ حلاقة رأسه.

## القضاء على التمرد وإعدام أحمد باشا
تسارعت الأحداث فيما بعد بصورةٍ حثيثة وأرسلت الحكومة الجديدة التي تم تعيينها في القاهرة حملة صغيرة لإلقاء القبض على أحمد باشا، لكنها باءت بالفشل، مما اضطر الأمير جانم الحمزاوي لقيادة حملة عسكرية مؤلفة من ألف مقاتل مع تسعة مدافع لمواجهة المتمردين. ويبدو أن تلك الحملة ساعدها الحظ في النجاح بسبب الانشقاق الذي دبّ بين الجماعات العربية المنشقة المنافسة التي ترامى لمسامعها أن نحو ألف من الجند الانكشارية قد نزلوا إلى الإسكندرية وأن إبراهيم باشا يقود حملة بنفسه لمواجهته، فحثّ كلاً من والد الشيخ عبد الدايم وأحد أبنائه، عبد الدايم عن التخلي عن أحمد باشا لكي يحفظوا أنفسهم من الدمار والقتل الذي سيلحقه بهم العثمانيون.وأمام إلحاح أقاربه اضطر الشيخ عبد الدايم للإذعان، فأخذت قوات أحمد باشا بالتلاشي تدريجياً، مما أدّى إلى إلقاء القبض عليه في أثناء القتال وقطع رأسه في 6 آذار 1524 م/930 هـ، وحُملت رأسه إلى القاهرة وتم تعليقها على باب زويلة، وبعد فترة تم إرسالها إلى الآستانة ليتأكد السلطان من الإجهاز على تمرده، ويعتبر أحمد باشا الأول من عدة ولاة حمل لقب ثابت وبارز هو الخائن.